# سينما إفريقيا

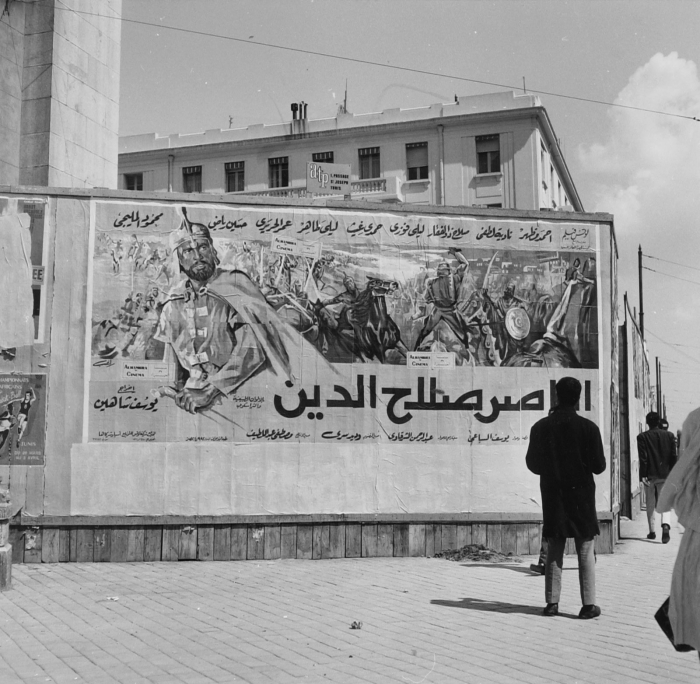
بوستر سينمائي في تونس للفيلم المصري الناصر صلاح الدين (1963).

يعود تاريخ السينما الإفريقية إلى أوائل القرن العشرين. خلال الحقبة الاستعمارية، لم تظهر الحياة الإفريقية إلا من خلال عمل صانعي الأفلام البيض أو الاستعماريين أو الغربيين، الذين صوروا السود بطريقة سلبية، على أنهم «آخرون» غريبون. هناك اختلافات بين سينما شمال إفريقيا وسينما جنوب الصحراء، وبين دور السينما في دول القارة.
تُعدُّ السينما المصرية من أقدم السينمات في العالم. عرض الإخوة لوميير أفلامهما في الإسكندرية والقاهرة عام 1896 وصوّر المصريون أول فيلم وثائقي قصير عام 1907. في عام 1935، بدأ ستوديو مصر في القاهرة في إنتاج معظم الأعمال الكوميدية والمسرحيات الموسيقية، وأيضًا أفلامًا مثل العزيمة لكمال سليم سنة 1939. ازدهرت السينما المصرية في أربعينيات وخمسينيات وستينيات القرن الماضي، واعتبرت تلك الفترة عصرها الذهبي.
تُعتبر صناعة السينما النيجيرية هي الأكبر في إفريقيا من حيث القيمة،[بحاجة لتوضيح] وعدد الأفلام السنوية والإيرادات والشعبية. كما أنها ثاني أكبر منتج أفلام في العالم. في عام 2016، ساهمت صناعة السينما النيجيرية بنسبة 2.3٪ من الناتج المحلي الإجمالي.

## تاريخ

### الفترة الاستعمارية
خلال الحقبة الاستعمارية، كان صانعو الأفلام الغربيون ينفردون بتصوير القارة الإفريقية. في العقود الأولى من القرن العشرين، أنتج صانعو الأفلام الغربيون أفلامًا تصور الأفارقة السود على أنهم «غريبون» أو «عمال خاضعون» أو «متوحشون أو آكلي لحوم البشر». على سبيل المثال، فيلم «ملوك جزر آكلي لحوم البشر» (Kings of the Cannibal Islands) الذي أُنتج في سنة 1909، وفيلم (Voodoo Vengeance) Voodoo Vengeance سنة 1913، و (Congorilla) سنة 1932. صورت أفلام الحقبة الاستعمارية إفريقيا على أنها غريبة، بدون تاريخ أو ثقافة. تكثر الأمثلة وتشمل ملاحم الغابة التي تستند إلى شخصية طرزان التي ابتكرها إدغار رايس بوروس، وفيلم المغامرات الملكة الإفريقية (1951)، والعديد من التعديلات على رواية كنوز الملك سليمان (1885) للكاتب الإنجليزي هنري رايدر هاجارد. ركزت الكثير من الإثنوغرافيا المبكرة على «إبراز الاختلافات بين السكان الأصليين والرجل الأبيض المتحضر، وبالتالي تعزيز الدعاية الاستعمارية». صوّر فيلم مارك أليجري (Marc Allégret) الأول بعنوان (Voyage au Congo) سنة 1927 باحترام شعب الماس، من خلال شاب إفريقي يسلي شقيقه الصغير مع تمساح صغير على خيط. ورغم تصوير الأفارقة على أنهم بشر ولكن لم يجعلوهم متساوين مع البيض. صنع أليجري لاحقًا فيلم (Zouzou) سنة 1934، من بطولة جوزفين بيكر، أول فيلم رئيسي من بطولة امرأة سوداء.

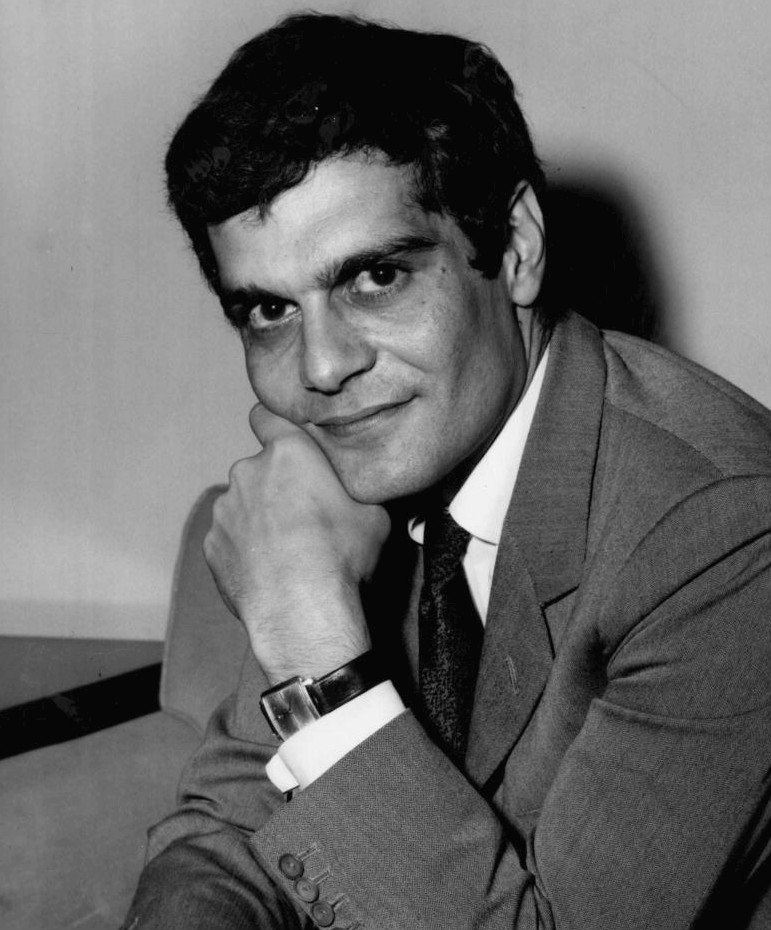
الممثل المصري عمر الشريف

تم منع الأفارقة في المستعمرات الفرنسية بموجب مرسوم لافال (نسية إلى السياسي الفرنسي بيير لافال) لعام 1934 من صنع أفلام خاصة بهم. أدى الحظر إلى إعاقة تطور السينما كوسيلة للتعبير عن الشؤون السياسية والثقافية والفنية الإفريقية. قدم الكونغولي ألبرت مونغيتا (Albert Mongita) درس السينما في عام 1951، وفي عام 1953 صنع مامادو توري (Mamadou Touré) كتاب موراماني استنادًا إلى قصة شعبية عن رجل وكلبه. في عام 1955، قام بولين سومانو فييرا (أصله من بنين، لكنه تلقى تعليمه في السنغال) مع زملائه من مجموعة السينما الإفريقية، بتصوير فيلم قصير سنة في باريس، بعنوان إفريقيا على نهر السين. تلقّى فييرا تدريبا على صناعة الأفلام في المعهد العالي للدراسات السينمائية في باريس، وعلى الرغم من الحظر المفروض على صناعة الأفلام في إفريقيا، فقد تم منحها الإذن بعمل فيلم في فرنسا. يعتبر فيلم إفريقيا على نهر السين أول فيلم أخرجه إفريقي أسود.
حصلت المستعمرات البرتغالية على الاستقلال مع عدم وجود مرافق إنتاج أفلام على الإطلاق، حيث قامت الحكومة الاستعمارية هناك بحصر صناعة الأفلام على الدعاية الاستعمارية، مؤكدة على دونية السكان الأصليين. لذلك، لم يكن هناك تفكير كبير حتى الاستقلال في إنتاج أعمال إفريقية.
قبل استقلال المستعمرات، تم إنتاج القليل من الأفلام المناهضة للاستعمار. ومن الأمثلة على ذلك فيلم «التماثيل أيضا تموت» (Les statues meurent aussi) من إخراج كريس ماركر وآلان رينيه، ويحكي الفليم عم السرقة الأوروبية للفن الإفريقي. وقد تم حظر الجزء الثاني من هذا الفيلم لمدة 10 سنوات في فرنسا. كما قام فيلم إفريقيا 50 لرينيه فوتييه بإظهار أعمال احتجاجات مناهضة للاستعمار في ساحل العاج وفولتا العليا (بوركينا فاسو حاليًا).
قام أيضًا صانع الأفلام الإثنوغرافي الفرنسي جان روش بعمل أفلام في إفريقيا مثيرة للجدل مع الجماهير الفرنسية والإفريقية. لم تكن أفلام روش الوثائقية مناهضة للاستعمار بشكل صريح، ولكنها تحدّت التصورات عن إفريقيا الاستعمارية وأعطت صوتًا جديدًا للأفارقة. على الرغم من اتهام عثمان سمبين وآخرين روش برؤية الأفارقة "كما لو كانوا حشرات نسخة محفوظة 21 يوليو 2024 على موقع واي باك مشين."، إلا أن روش كان شخصية مهمة في مجال تطوير السينما الإفريقية وكان أول شخص يعمل مع الأفارقة.
نظرًا لأن معظم الأفلام التي تم إنتاجها قبل الاستقلال كانت عنصرية، فقد رأى صانعو الأفلام الأفارقة في عصر الاستقلال (مثل عثمان سمبين وأومارو غاندا وآخرين) أن صناعة الأفلام أداة سياسية مهمة لتصحيح الصورة الخاطئة للأفارقة التي طرحها صانعو الأفلام الغربيون، ومن أجل استعادة صورة إفريقيا للأفارقة.

### ما بعد الاستقلال والسبعينيات
كان أول فيلم إفريقي يفوز باعتراف دولي هو فيلم (La Noire de...) للمخرج عثمان سمبين سنة 1966، المعروف أيضًا باسم المرأة السوداء. أظهر يأس امرأة إفريقية اضطرت للعمل كخادمة في فرنسا. فاز الفيلم بجائزة جان فيجو عام 1966. كان سمبين كاتبًا في البداية، وقد لجأ إلى السينما للوصول إلى جمهور أوسع. ولا يزال يعتبر «أبو السينما الإفريقية». استمرت السنغال، موطن سمبين، في كونها أهم مكان لإنتاج الأفلام الإفريقية لأكثر من عقد من الزمان.[بحاجة لمصدر]
مع إنشاء المهرجان الإفريقي للسينما والتلفزيون (فيسابكو) في بوركينا فاسو سنة 1969، أنشأت الأفلام الإفريقية منتداها الخاص. يقام مهرجان (فيسابكو) الآن كل عامين بالتناوب مع مهرجان قرطاج الدولي في تونس.
تم تشكيل الاتحاد الإفريقي لصانعي الأفلام (Fédération Panafricaine des Cinéastes) في عام 1969 لتعزيز صناعات الأفلام الإفريقية من حيث الإنتاج والتوزيع والعرض. ومنذ إنشائه، تمّ اعتباره شريكا مهما لمنظمة الوحدة الإفريقية، الآن الاتحاد الإفريقي.
فيلم (Soleil O) للمخرج ميد هوندو، الذي تم تصويره عام 1969، لا تقل مشاركته السياسية عن سمبين، فقد اختار لغة فيلمية أكثر إثارة للجدل لإظهار ما يعنيه أن تكون غريبًا في فرنسا بلون بشرة «خاطئ».[بحاجة لمصدر]

### سنوات الثمانينيات والتسعينيات
يعتبر فيلم (Yeelen) الذي أخرجه المالي سليمان سيسيه سنة 1987 أول فيلم أخرجه إفريقي أسود للمنافسة في مهرجان كان السينمائي. كما لقي فيلم غيمبا الطاغية الذي أخرجه الشيخ عمر سيسوكو سنة 1995 استقبالًا جيدًا في الغرب.
شهدت السينما النيجيرية نموًا كبيرًا في التسعينيات مع زيادة توافر كاميرات الفيديو المنزلية في نيجيريا، وسرعان ما وضعت نوليوود في حلقة الوصل لأفلام غرب إفريقيا باللغة الإنجليزية. أنتجت نولليوود 1844 فيلمًا في عام 2013 وحده.
تم إغلاق آخر دار سينما في كينشاسا في عام 2004، حيث تم تحويل العديد من دور السينما السابقة إلى كنائس. في عام 2009، قامت المفوضية السامية للأمم المتحدة لشؤون اللاجئين بعرض فيلم «كسر جدار الصمت» في كيفو الجنوبية ومحافظة كاتانغا. الفيلم يتناول الاغتصاب في الحروب الأهلية الكونغولية.
ومع ذلك، تم افتتاح دار سينما تتسع لـ200 مقعد (MTS Movies House) في عام 2016 في برازافيل. في أبريل 2018، بدأ بناء سينما جديدة في برازافيل.
عُقدت أول قمة إفريقية للأفلام في جنوب إفريقيا في عام 2006. وتبعها المؤتمر التاسع للاتحاد الإفريقي لصانعي الأفلام.
تم إطلاق جوائز الأكاديمية الإفريقية للأفلام في عام 2004، بمناسبة نمو صناعات السينما المحلية مثل نيجيريا بالإضافة إلى تطور وانتشار ثقافة صناعة السينما في إفريقيا جنوب الصحراء.

### عقد 2000 و2010
تتناول السينما الإفريقية المعاصرة مجموعة متنوعة من الموضوعات المتعلقة بالقضايا الحديثة والمشاكل العالمية.
الهجرة والعلاقات بين الدول الإفريقية والأوروبية هي موضوع مشترك بين العديد من الأفلام الإفريقية. يًصوّر فيلم في انتظار السعادة (2002) للمخرج الموريتاني عبد الرحمن سيساكو مدينة موريتانية تكافح ضد التأثيرات الأجنبية من خلال رحلة مهاجر عائد من أوروبا. الهجرة هي أيضا موضوع مهم في فيلم (Une Saison en France) الذي أخرجه التشادي محمد الصالح هارون سنة 2017، حيث يعرض رحلة عائلة من جمهورية إفريقيا الوسطى تطلب اللجوء في فرنسا. هارون هو جزء من الشتات التشادي في فرنسا، واستخدم الفيلم لاستكشاف جوانب تجربة الشتات هذه.
أعرب عدد من المخرجين بمن فيهم محمد الصالح هارون ووانوري كاهيو عن مخاوفهم بشأن نقص البنية التحتية للسينما والتقدير في مختلف البلدان الإفريقية. ومع ذلك، فإن منظمات مثل صندوق تشانغاموتو للفنون توفر المزيد من الموارد والفرص لصانعي الأفلام الأفارقة.

### عقد 2020
تعاني بعض البلدان الإفريقية من نقص في حرية التعبير، مما يقوض صناعة السينما. هذه الحالة شديدة بشكل خاص في غينيا الاستوائية. الفيلم الروائي (The Writer From a Writer From a Country Without Bookstores) هو أول فيلم تم تصويره في البلاد ينتقد دكتاتورية الرئيس تيودورو أوبيانغ.